# L'effet boomerang. Les arts aborigènes d'Australie
 (septembre 2017).
 (septembre 2017).
L'effet boomerang. Les arts aborigènes d'Australie est une exposition qui se déroule du 19 mai 2017 au 7 janvier 2018 au Musée d'ethnographie de Genève.
L'exposition a pour thème l'évolution des regards portés sur les objets et créateurs du patrimoine culturel de l'Australie. Dans un espace évoquant une galerie d’art contemporain, le musée illustre la richesse de ce patrimoine et se penche sur son histoire. Il montre comment les acquisitions australiennes se sont succédé, de la colonisation à l'entrée des Aborigènes sur le marché de l'art contemporain et comment les tentatives de suppression de la culture aborigène depuis le XVIIIe siècle se sont soldées par un résultat inverse de celui désiré.

## Australie: "terre vide" ou "terre pleine"

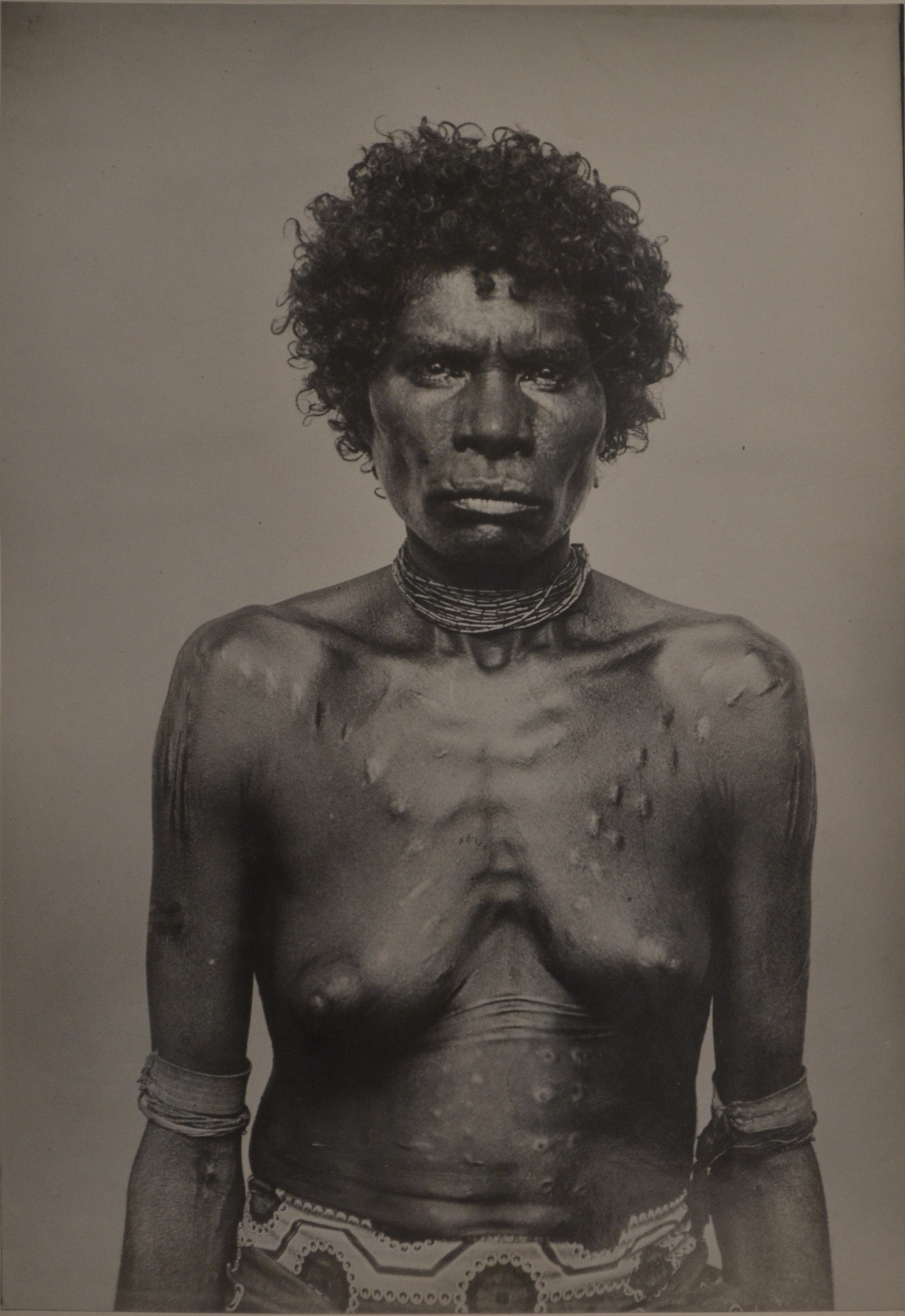
Femme anonyme de la rivière Alligator, photographie de Paul Foelsche

A l’entrée de l’exposition une série de cimaises blanches et vides réinterprète le principe juridique de Terra Nullius ou «terre n’appartenant à personne», utilisé pour justifier la colonisation et l'expropriation des terres par les Britanniques au mépris des peuples autochtones établis en Australie depuis plus de 60 000 ans. 
Au dos de ces cimaises, des vitrines remplies de séries d’objets, de photographies et d’œuvres d’art illustrent la richesse et la complexité de la culture des Aborigènes.
Deux visions, l’une coloniale et l’autre autochtone, se confrontent ainsi dans ce premier espace, entre vide et plein.

## La collection du MEG, une histoire de regards
L'exposition retrace ensuite l'historique des acquisitions du musée, de 1880 à aujourd'hui où près de 850 objets sont conservés. Au centre de la salle une installation de l'artiste en résidence Brook Andrew dialogue avec les œuvres et interroge le contexte historique dans lequel les collections du musée se sont constituées.

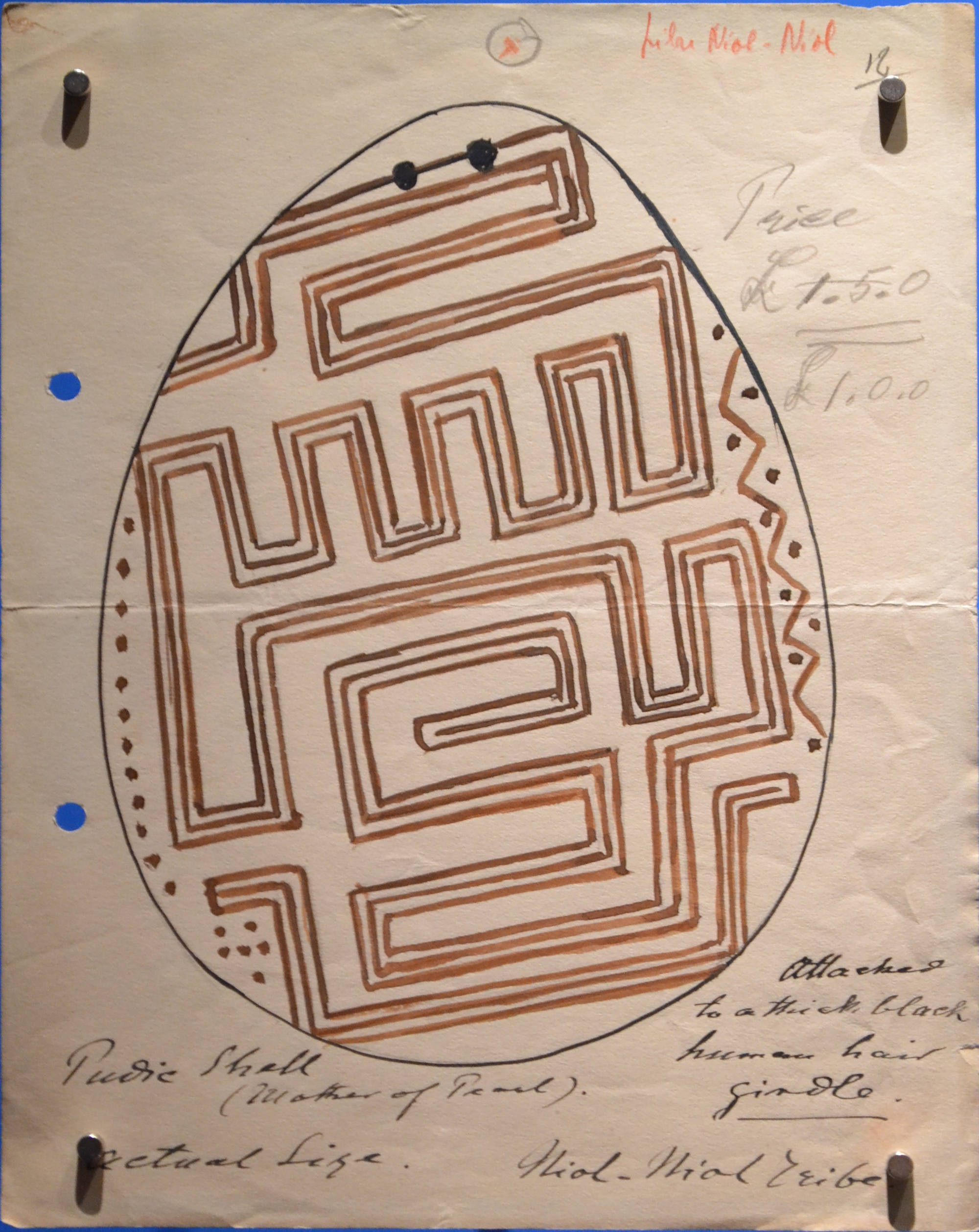
Croquis d'objet soumis pour achat au MEG par Emile Clement en 1928
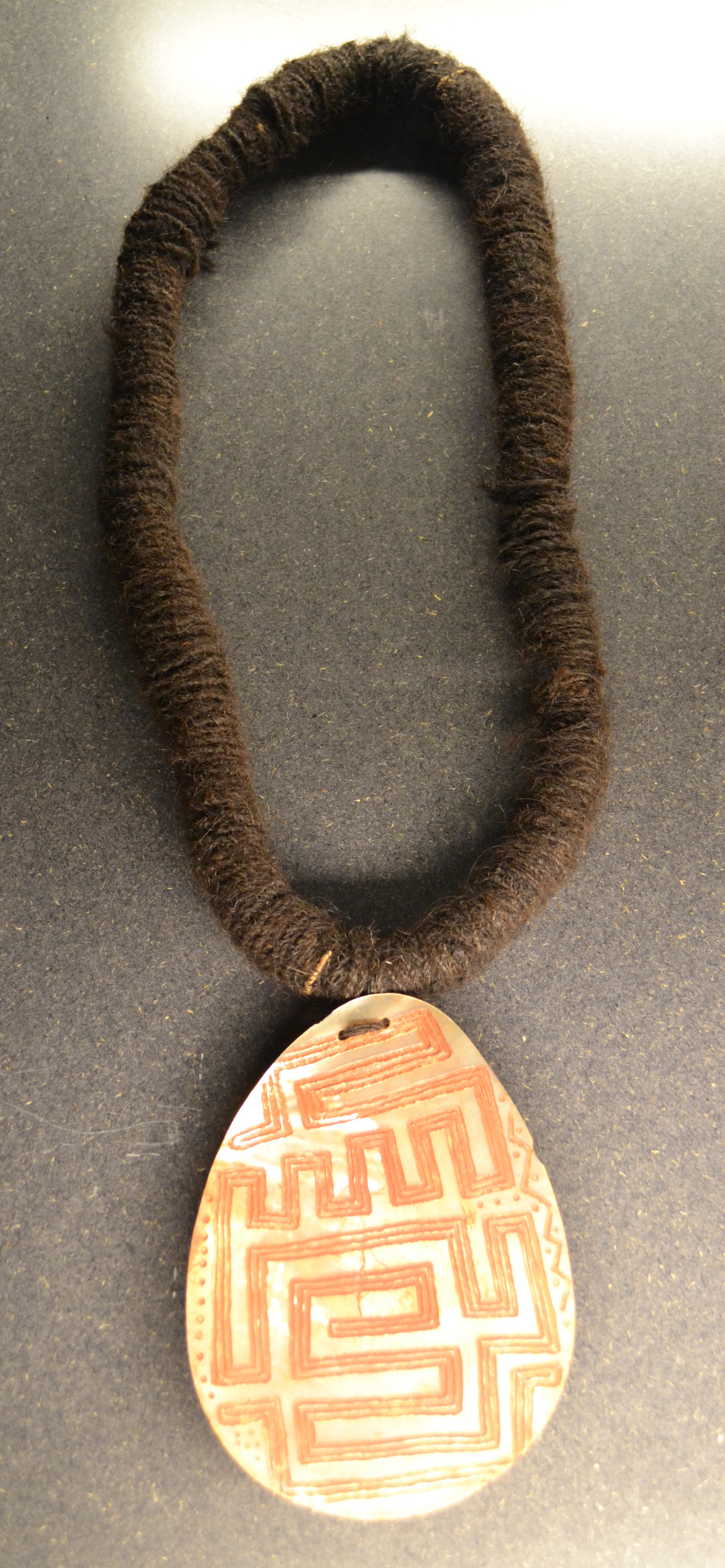
Nacre gravée riji, MEG inv. ETHOC 011751

## Les arts autochtones, au cœur des liens avec le territoire ancestral
Les arts autochtones sont présentés dans leur diversité foisonnante de supports (écorce, toile, papier, bois, bronze...), de techniques (artisanat, peinture, sculpture...) et de finalités (religieuses, politiques, sociales, utilitaires ou didactiques). Ils ne cessent d'affirmer leur lien avec le territoire ancestral.

## Défier les récits dominants
Une installation de Brook Andrew propose une expérience immersive intégrant des documents historiques, des entretiens vidéos relatifs aux attitudes ethnocentriques et la façon dont les institutions muséales abordent le patrimoine des Aborigènes.

## Réception et critiques
Le Journal des Arts rend compte de l'exposition de façon critique en indiquant le musée y présente "maladroitement" les objets de sa collection.

#### Catalogue d'exposition
- Sous la direction de Roberta Colombo Dougoud, L'effet boomerang. Les arts aborigènes et insulaires d'Australie, Genève, Infolio éditions, 2017, 160 p. (ISBN 978-2-8847-4832-2)

#### Articles sur l'exposition
- Etienne Dumont, « Le MEG fait son "Effet boomerang" avec les aborigènes australiens », Bilan,‎ 1er juin 2017 (lire en ligne)
- Pascale Lismonde, « L'effet boomerang. Les arts aborigènes d'Australie », Art Absolument,‎ 1er juillet 2017, p. 72-79
- Virginie Nussbaum, « L’art aborigène, plus affranchi que jamais », Le Temps,‎ 7 juin 2017 (lire en ligne)
- Samuel Schellenberg, « Art aborigène, la revanche », Le Courrier,‎ 24 mai 2017 (lire en ligne)
- Pascale Zimmermann, « Le MEG expose les arts aborigènes et met en scène «l’effet boomerang» », La Tribune de Genève,‎ 17 mai 2017 (lire en ligne)